# Alexandre Camus
Pour les articles homonymes, voir Camus.
Alexandre Camus, appelé aussi « Du Moulin » et « Laurent de La Croix », né à Évreux et exécuté à Paris en 1533, est un prédicateur protestant français. 

## Biographie
Camus était entré dans l’ordre des Jacobins, mais acquis aux idées de la Réforme, il s’était retiré dans le canton de Neuchâtel, puis à Genève dans le temps même que Guillaume Farel commençait à y répandre les doctrines. Un jour qu’il assistait, avec son compagnon d’œuvre Froment, à un sermon furibond du dominicain Furbiti, il fut indigné d’entendre le moine prodiguer les épithètes de « chiens enragés », de « juifs », de « turcs », etc., à ceux qui mangeaient de la viande le vendredi, lisaient l’Écriture en langue vulgaire et rejetaient la suprématie du pape. Camus soutint hautement que Furbiti prêchait une doctrine fausse et offrit de le prouver par la Parole de Dieu. Le Conseil, le fit arrêter, en 1533, et le condamna à un bannissement perpétuel.
Camus rentra en France, jeta les premières semences de la Réforme à Mâcon et s’arrêta à Lyon, où il prêcha plusieurs fois en présence d’un nombreux auditoire. Avertie de la tenue de ces assemblées, la justice mit ses espions en campagne, et l’apôtre de la Réforme, bientôt arrêté, fut condamné à mort. Sur son appel, il fut transféré à Paris, « où il fut rudement traité par tortures plusieurs fois réitérées. » Les plus cruels tourments n’ayant pu lui arracher une rétractation, il fut dégradé et envoyé au bucher, couvert d’une espèce de sambenito. Arrivé sur la place Maubert, lieu du supplice, il demanda la permission d’adresser quelques paroles au peuple, et l’ayant obtenue, il prononça contre la présence réelle un petit discours que le Martyrologe de Crespin qualifie d’excellent et qui prouve la sérénité d’âme de Camus dans ce moment suprême.

## Sources
- E. Haag, La France protestante : ou Vies des protestants français qui se sont fait un nom dans l’histoire depuis les premiers temps de la réformation jusqu’à la reconnaissance du principe de la liberté des cultes par l’Assemblée nationale, t. 5, Joël Cherbuliez, 1846-1859, 560 p. (lire en ligne), p. 180-1.